# Jan Łostowski
Jan Łostowski (ur. 13 stycznia 1951 we Wrocławiu, zm. 12 listopada 2009 tamże) – polski ciężarowiec, medalista mistrzostw Europy, olimpijczyk z Montrealu 1976.
Był zawodnikiem klubu Śląsk Wrocław. Mistrz Polski w kategorii lekkiej w roku 1979.
Był srebrnym medalistą mistrzostw Europy w roku 1976 w kategorii lekkiej (wówczas do 67,5 kg). Podczas mistrzostw ustanowił rekord świata w rwaniu (139 kg) w tej kategorii. Był to prawie na pewno najkrócej posiadany przez Polaka sportowy rekord świata, bo tylko przez 92 sekundy; poprawił go w następnym podejściu o pół kilograma Zbigniew Kaczmarek, który został wtedy mistrzem Europy.
Na igrzyskach olimpijskich w roku 1976 wystartował w wadze piórkowej (do 60 kg). Nie ukończył konkurencji (nie zaliczył żadnej próby w rwaniu).